# Puchar Świata w snowboardzie 2014/2015
Puchar Świata w snowboardzie w sezonie 2014/2015 to 21. edycja tej imprezy. Cykl ten rozpoczął się 6 grudnia 2014 roku w amerykańskim Copper Mountain, w zawodach halfpip’u. Ostatnie zawody sezonu rozegrane zostały 21 marca 2015 roku ponownie w Hiszpańskiej La Molinie.
Puchar Świata rozegrany został w 12 krajach i 19 miastach na 3 kontynentach. Najwięcej konkursów zostało rozegranych w Kanadzie (3 dla mężczyzn i 2 dla kobiet).
W sezonie tym rozgrywano 11. Mistrzostwa Świata w Snowboardzie, które odbywały się od 15 do 21 stycznia w austriackiej miejscowości Kreischberg.
Obrońcami tytułów najlepszych zawodników Pucharu Świata byli:
- Patrizia Kummer ze Szwajcarii wśród kobiet (PAR)
- Lukas Mathies z Austrii wśród mężczyzn (PAR)
- Patrizia Kummer ze Szwajcarii wśród kobiet (PGS)
- Lukas Mathies z Austrii wśród mężczyzn (PGS)
- Patrizia Kummer ze Szwajcarii wśród kobiet (PSL)
- Sylvain Dufour z Francji wśród mężczyzn (PSL)
- Dominique Maltais z Kanady wśród kobiet (Snowboard cross)
- Omar Visintin z Włoch wśród mężczyzn (Snowboard cross)
- Kelly Clark ze Stanów Zjednoczonych wśród kobiet (Halfpipe)
- Scotty James z Australii wśród mężczyzn (Halfpipe)
- Šárka Pančochová z Czech wśród kobiet (Slopestyle)
- Måns Hedberg ze Szwecji wśród mężczyzn (Slopestyle)
- Petja Piiroinen z Finlandii wśród mężczyzn (Big Air)
- Šárka Pančochová z Czech wśród kobiet (AFU)
- Måns Hedberg ze Szwecji wśród mężczyzn (AFU)

## Konkurencje
- slalom równoległy (PSL)
- gigant równoległy (PGS)
- snowcross
- slopestyle
- halfpipe
- Big Air

## Kalendarz i wyniki Pucharu Świata

### Mężczyźni
| Lp.                                                                                 | Data                            | Miejscowość       | Dyscyplina | 1. Miejsce           | 2. Miejsce        | 3. Miejsce          |
| ----------------------------------------------------------------------------------- | ------------------------------- | ----------------- | ---------- | -------------------- | ----------------- | ------------------- |
| 1.                                                                                  | 6 grudnia 2014                  | Copper Mountain   | HP         | Taylor Gold          | Zhang Yiwei       | Ben Ferguson        |
| 2.                                                                                  | 14 grudnia 2014 16 grudnia 2014 | Carezza           | PGS        | Roland Fischnaller   | Žan Košir         | Jasey-Jay Anderson  |
| 3.                                                                                  | 18 grudnia 2014                 | Montafon          | PSL        | Roland Fischnaller   | Žan Košir         | Mirko Felicetti     |
| 4.                                                                                  | 9 grudnia 2014                  | Montafon          | PSL        | Włochy 1             | Rosja 2           | Japonia 1           |
| 5.                                                                                  | 20 grudnia 2014                 | Stambuł           | BA         | Seppe Smits          | Jonas Boesiger    | Brandon Davis       |
| 6.                                                                                  | 9 stycznia 2015                 | Bad Gastein       | PSL        | Žan Košir            | Christoph Mick    | Patrick Bussler     |
| 7.                                                                                  | 10 stycznia 2015                | Bad Gastein       | PSL        | Szwajcaria 1         | Rosja 5           | Rosja 2             |
| 15 stycznia – 24 stycznia 2015 Mistrzostwa Świata w Snowboardzie 2015 – Kreischberg |                                 |                   |            |                      |                   |                     |
| 8.                                                                                  | 31 stycznia 2015                | Rogla             | PGS        | Vic Wild             | Mirko Felicetti   | Žan Košir           |
| 9.                                                                                  | 7 lutego 2015                   | Sudelfeld         | PGS        | Andriej Sobolew      | Vic Wild          | Žan Košir           |
| 10.                                                                                 | 20 lutego 2015                  | Stoneham          | BA         | Darcy Sharpe         | Tyler Nicholson   | Eric Beauchemin     |
| 11.                                                                                 | 21 lutego 2015                  | Stoneham          | SS         | Michael Ciccarelli   | Janne Korpi       | Keita Inamura       |
| 12.                                                                                 | 22 lutego 2015                  | Stoneham          | HP         | Zawody odwołane      | Zawody odwołane   | Zawody odwołane     |
| 13.                                                                                 | 28 lutego 2015                  | Asahikawa         | PGS        | Žan Košir            | Patrick Bussler   | Stanisław Detkow    |
| 14.                                                                                 | 1 marca 2015                    | Asahikawa         | PSL        | Žan Košir            | Justin Reiter     | Mirko Felicetti     |
| 15.                                                                                 | 27 lutego 2015                  | Park City         | SS         | Eric Willett         | Charles Guldemond | Eric Beauchemin     |
| 16.                                                                                 | 1 marca 2015                    | Park City         | HP         | Zhang Yiwei          | Taylor Gold       | Kent Callister      |
| 17.                                                                                 | 7 marca 2015                    | Squaw Valley      | SX         | Zawody odwołane      | Zawody odwołane   | Zawody odwołane     |
| 18.                                                                                 | 8 marca 2015                    | Squaw Valley      | SX         | Zawody odwołane      | Zawody odwołane   | Zawody odwołane     |
| 19.                                                                                 | 7 marca 2015                    | Moskwa            | PSL        | Justin Reiter        | Benjamin Karl     | Roland Fischnaller  |
| 20.                                                                                 | 14 marca 2015                   | Veysonnaz         | SX         | Lucas Eguibar        | Nikołaj Olunin    | Kevin Hill          |
| 21.                                                                                 | 15 marca 2015                   | Veysonnaz         | SX         | Alex Pullin          | Lucas Eguibar     | Kevin Hill          |
| 22.                                                                                 | 14 marca 2015                   | Szpindlerowy Młyn | SS         | Lucien Koch          | Janne Korpi       | Petja Piiroinen     |
| 23.                                                                                 | 14 marca 2015                   | Winterberg        | PSL        | Roland Fischnaller   | Benjamin Karl     | Konstantin Szypiłow |
| 24.                                                                                 | 21 marca 2015                   | La Molina         | SX         | Christopher Robanske | Alex Deibold      | Alex Pullin         |

## Wyniki reprezentantów Polski
| Zawodnik | Cooper Mountain 6.12 | Carezza 16.12 | Montafon 18.12 | Montafon 19.12 | Stambuł 20.12 | Bad Gastein 9.01 | Bad Gastein 10.01 | Rogla 31.01 | Sudelfeld 07.02 | Stoneham 20.02 | Stoneham 21.02 | Asahikawa 28.02 | Asahikawa 1.03 | Park City 27.02 | Park City 1.03 | Moskwa 7.03 | Veysonnaz 15.03 | Veysonnaz 15.03 | Szpindlerowy Młyn 14.03 | Sudelfeld 07.02 | La Molina 21.03 |
| Dawid Wał | –                    | –             | –              | –              | –             | –                | –                 | –           | –               | –              | –              | –               | –              | –               | –              | –           | 56              | 54              | –                       | –               | –               |
| Michał Nowaczyk | –                    | –             | dsq            | –              | –             | –                | –                 | –           | –               | –              | –              | –               | –              | –               | –              | –           | –               | –               | –                       | –               | –               |
| Oskar Kwiatkowski | –                    | 45            | –              | –              | –             | –                | –                 | –           | 42              | –              | –              | –               | –              | –               | –              | –           | –               | –               | –                       | –               | –               |
| Tomasz Kowalczyk | –                    | –             | –              | –              | –             | 33               | –                 | –           | 43              | –              | –              | –               | –              | –               | –              | DSQ         | –               | –               | –                       | –               | –               |
| 1-3 4-30 poniżej 30 dnf – Zawodnik nie ukończył zjazdu dns – Zawodnik nie wystartował dsq – Zawodnik zdyskwalifikowany |                      |               |                |                |               |                  |                   |             |                 |                |                |                 |                |                 |                |             |                 |                 |                         |                 |                 |

### Klasyfikacje
| Lp. | Zawodnik           | Punkty |
| --- | ------------------ | ------ |
| 1.  | Žan Košir          | 6250   |
| 2.  | Roland Fischnaller | 4589   |
| 3.  | Justin Reiter      | 3680   |
| 4.  | Andriej Sobolew    | 3490   |
| 5.  | Benjamin Karl      | 3452   |
| 6.  | Vic Wild           | 3395   |
| 7.  | Mirko Felicetti    | 2655   |
| 8.  | Patrick Bussler    | 2286   |
| 9.  | Rok Marguč         | 2212   |
| 10. | Nevin Galmarini    | 2202   |
| ... |                    |        |
| 56. | Oskar Kwiatkowski  | 35     |
| 61. | Tomasz Kowalczyk   | 24     |

| Lp. | Zawodnik           | Punkty |
| --- | ------------------ | ------ |
| 1.  | Žan Košir          | 3000   |
| 2.  | Vic Wild           | 2139   |
| 3.  | Andriej Sobolew    | 1720   |
| 4.  | Roland Fischnaller | 1409   |
| 5.  | Alexander Bergmann | 1370   |
| 6.  | Rok Marguč         | 1320   |
| 7.  | Sylvain Dufour     | 1310   |
| 8.  | Justin Reiter      | 1310   |
| 9.  | Stanisław Dietkow  | 1130   |
| 10. | Kaspar Flütsch     | 1110   |
| ... |                    |        |
| 47. | Oskar Kwiatkowski  | 35     |

| Lp. | Zawodnik           | Punkty |
| --- | ------------------ | ------ |
| 1.  | Žan Košir          | 3250   |
| 2.  | Roland Fischnaller | 3180   |
| 3.  | Benjamin Karl      | 2660   |
| 4.  | Justin Reiter      | 2370   |
| 5.  | Andriej Sobolew    | 1770   |
| 6.  | Mirko Felicetti    | 1660   |
| 7.  | Patrick Bussler    | 1420   |
| 8.  | Vic Wild           | 1256   |
| 9.  | Nevin Galmarini    | 1210   |
| 10. | Aaron March        | 1190   |
| ... |                    |        |
| 54. | Tomasz Kowalczyk   | 24     |

| Lp. | Zawodnik             | Punkty |
| --- | -------------------- | ------ |
| 1.  | Lucas Eguibar        | 2090   |
| 2.  | Alex Pullin          | 1700   |
| 3.  | Nikołaj Olunin       | 1560   |
| 4.  | Kevin Hill           | 1360   |
| 5.  | Christopher Robanske | 1000   |
| 6.  | Alex Deibold         | 972    |
| 7.  | Stian Sivertzen      | 950    |
| 8.  | Jarryd Hughes        | 842    |
| 9.  | Omar Visintin        | 726    |
| 10. | Martin Nörl          | 720    |

| Lp. | Zawodnik           | Punkty |
| --- | ------------------ | ------ |
| 1.  | Janne Korpi        | 2100   |
| 2.  | Petja Piiroinen    | 1050   |
| 3.  | Michael Ciccarelli | 1000   |
| 3.  | Lucien Koch        | 1000   |
| 3.  | Eric Willett       | 1000   |
| 6.  | Peter Horák        | 960    |
| 7.  | Charles Guldemond  | 800    |
| 8.  | Sebbe De Buck      | 760    |
| 9.  | Eric Beauchemin    | 700    |
| 10. | Matts Kulisek      | 650    |

| Lp. | Zawodnik        | Punkty |
| --- | --------------- | ------ |
| 1.  | Taylor Gold     | 1800   |
| 1.  | Zhang Yiwei     | 1800   |
| 3.  | Greg Bretz      | 860    |
| 4.  | Kent Callister  | 780    |
| 5.  | Jake Pates      | 620    |
| 6.  | Chase Josey     | 610    |
| 7.  | Brett Esser     | 610    |
| 8.  | Ben Ferguson    | 600    |
| 9.  | Matthew Ladley  | 500    |
| 10. | Benjamin Farrow | 470    |

| Lp. | Zawodnik        | Punkty |
| --- | --------------- | ------ |
| 1.  | Darcy Sharpe    | 1000   |
| 1.  | Seppe Smits     | 1000   |
| 3.  | Jonas Boesiger  | 800    |
| 3.  | Tyler Nicholson | 800    |
| 5.  | Petja Piiroinen | 770    |
| 6.  | Sebbe De Buck   | 710    |
| 7.  | Eric Beauchemin | 600    |
| 7.  | Brandon Davis   | 600    |
| 9.  | Janne Korpi     | 580    |
| 10. | Ryan Stassel    | 500    |
| 10. | Roope Tonteri   | 500    |

| Lp. | Zawodnik        | Punkty |
| --- | --------------- | ------ |
| 1.  | Janne Korpi     | 2940   |
| 2.  | Petja Piiroinen | 1820   |
| 3.  | Taylor Gold     | 1800   |
| 3.  | Zhang Yiwei     | 1800   |
| 5.  | Sebbe De Buck   | 1550   |
| 6.  | Eric Willett    | 1360   |
| 7.  | Eric Beauchemin | 1300   |
| 8.  | Peter Horák     | 1295   |
| 9.  | Darcy Sharpe    | 1260   |
| 10. | Jonas Boesiger  | 1220   |

### Kobiety
| Lp.                                                                                 | Data                            | Miejscowość       | Dyscyplina | 1. Miejsce           | 2. Miejsce          | 3. Miejsce         |
| ----------------------------------------------------------------------------------- | ------------------------------- | ----------------- | ---------- | -------------------- | ------------------- | ------------------ |
| 1.                                                                                  | 6 grudnia 2014                  | Copper Mountain   | HP         | Kelly Clark          | Arielle Gold        | Hannah Teter       |
| 2.                                                                                  | 14 grudnia 2014 16 grudnia 2014 | Carezza           | PGS        | Marion Kreiner       | Caroline Calvé      | Nadya Ochner       |
| 3.                                                                                  | 18 grudnia 2014                 | Montafon          | PSL        | Sabine Schöffmann    | Amelie Kober        | Alona Zawarzina    |
| 4.                                                                                  | 19 grudnia 2014                 | Montafon          | PSL        | Włochy 1             | Rosja 2             | Japonia 1          |
| 5.                                                                                  | 20 grudnia 2014                 | Stambuł           | BA         | Ty Walker            | Sina Candrian       | Cheryl Maas        |
| 6.                                                                                  | 9 stycznia 2015                 | Bad Gastein       | PSL        | Ester Ledecká        | Patrizia Kummer     | Julie Zogg         |
| 7.                                                                                  | 10 stycznia 2015                | Bad Gastein       | PSL        | Szwajcaria 1         | Rosja 5             | Rosja 2            |
| 15 stycznia – 24 stycznia 2015 Mistrzostwa Świata w Snowboardzie 2015 – Kreischberg |                                 |                   |            |                      |                     |                    |
| 8.                                                                                  | 31 stycznia 2015                | Rogla             | PGS        | Marion Kreiner       | Ina Meschik         | Selina Jörg        |
| 9.                                                                                  | 7 lutego 2015                   | Sudelfeld         | PGS        | Ester Ledecká        | Julie Zogg          | Marion Kreiner     |
| 10.                                                                                 | 20 lutego 2015                  | Stoneham          | BA         | Cheryl Maas          | Lia-Mara Bösch      | Klaudia Medlová    |
| 11.                                                                                 | 21 lutego 2015                  | Stoneham          | SS         | Cheryl Maas          | Jessika Jenson      | Klaudia Medlová    |
| 12.                                                                                 | 22 lutego 2015                  | Stoneham          | HP         | Zawody odwołane      | Zawody odwołane     | Zawody odwołane    |
| 13.                                                                                 | 28 lutego 2015                  | Asahikawa         | PGS        | Julia Dujmovits      | Julie Zogg          | Ester Ledecká      |
| 14.                                                                                 | 1 marca 2015                    | Asahikawa         | PSL        | Julie Zogg           | Sabine Schöffmann   | Julia Dujmovits    |
| 15.                                                                                 | 27 lutego 2015                  | Park City         | SS         | Cheryl Maas          | Karly Shorr         | Elena Könz         |
| 16.                                                                                 | 1 marca 2015                    | Park City         | HP         | Kelly Clark          | Arielle Gold        | Cai Xuetong        |
| 17.                                                                                 | 7 marca 2015                    | Squaw Valley      | SX         | Zawody odwołane      | Zawody odwołane     | Zawody odwołane    |
| 18.                                                                                 | 8 marca 2015                    | Squaw Valley      | SX         | Zawody odwołane      | Zawody odwołane     | Zawody odwołane    |
| 19.                                                                                 | 7 marca 2015                    | Moskwa            | PSL        | Claudia Riegler      | Julie Zogg          | Patrizia Kummer    |
| 20.                                                                                 | 14 marca 2015                   | Veysonnaz         | SX         | Michela Moioli       | Nelly Moenne-Loccoz | Chloé Trespeuch    |
| 21.                                                                                 | 15 marca 2015                   | Veysonnaz         | SX         | Dominique Maltais    | Nelly Moenne-Loccoz | Chloé Trespeuch    |
| 22.                                                                                 | 14 marca 2015                   | Szpindlerowy Młyn | SS         | Cheryl Maas          | Klaudia Medlová     | Ella Suitiala      |
| 23.                                                                                 | 14 marca 2015                   | Winterberg        | PSL        | Hilde-Katrine Engeli | Selina Jörg         | Alona Zawarzina    |
| 24.                                                                                 | 21 marca 2015                   | La Molina         | SX         | Charlotte Bankes     | Nelly Moenne-Loccoz | Lindsey Jacobellis |

## Wyniki reprezentantek Polski
| Zawodniczka | Cooper Mountain 6.12 | Carezza 16.12 | Montafon 18.12 | Montafon 19.12 | Stambuł 20.12 | Bad Gastein 9.01 | Bad Gastein 10.01 | Rogla 31.01 | Sudelfeld 7.02 | Stoneham 21.02 | Stoneham 21.02 | Asahikawa 28.02 | Asahikawa 1.03 | Park City 27.02 | Park City 1.03 | Moskwa 7.03 | Veysonnaz 15.03 | Veysonnaz 15.03 | Szpindlerowy Młyn 14.03 | Sudelfeld 7.02 | La Molina 21.03 |
| Aleksandra Król | –                    | 28            | 38             | –              | –             | 23               | –                 | 26          | 30             | –              | –              | 30              | 29             | –               | –              | 17          | –               | –               | –                       | 27             | –               |
| Joanna Dzierzawski | –                    | –             | –              | –              | –             | –                | –                 | –           | –              | –              | –              | –               | –              | 19              | –              | –           | –               | –               | –                       | –              | –               |
| Karolina Sztokfisz | –                    | 42            | 28             | –              | –             | 27               | –                 | 30          | 37             | –              | –              | 31              | 28             | –               | –              | dsq         | –               | –               | –                       | 21             | –               |
| Weronika Biela | –                    | 33            | 33             | –              | –             | 24               | –                 | 38          | dnf            | –              | –              | –               | –              | –               | –              | 13          | –               | –               | –                       | 4              | –               |
| Zuzanna Smykała | –                    | –             | –              | –              | –             | –                | –                 | –           | –              | –              | –              | –               | –              | –               | –              | –           | 23              | 19              | –                       | –              | –               |
| 1-3 4-30 poniżej 30 dnf – Zawodniczka nie ukończyła zjazdu dns – Zawodniczka nie wystartowała dsq – Zawodniczka zdyskwalifikowana |                      |               |                |                |               |                  |                   |             |                |                |                |                 |                |                 |                |             |                 |                 |                         |                |                 |

### Klasyfikacje
| Lp. | Zawodniczka        | Punkty |
| --- | ------------------ | ------ |
| 1.  | Julie Zogg         | 4740   |
| 2.  | Marion Kreiner     | 4470   |
| 3.  | Ester Ledecká      | 3900   |
| 4.  | Sabine Schöffmann  | 3760   |
| 5.  | Julia Dujmovits    | 3586   |
| 6.  | Selina Jörg        | 3290   |
| 7.  | Claudia Riegler    | 2990   |
| 8.  | Patrizia Kummer    | 2900   |
| 9.  | Tomoka Takeuchi    | 2626   |
| 10. | Caroline Calvé     | 2602   |
| ... |                    |        |
| 26. | Weronika Biela     | 767    |
| 33. | Aleksandra Król    | 455    |
| 37. | Karolina Sztokfisz | 285    |

| Lp. | Zawodniczka        | Punkty |
| --- | ------------------ | ------ |
| 1.  | Marion Kreiner     | 3000   |
| 2.  | Ester Ledecká      | 2050   |
| 3.  | Julie Zogg         | 1790   |
| 4.  | Tomoka Takeuchi    | 1690   |
| 5.  | Julia Dujmovits    | 1646   |
| 6.  | Caroline Calvé     | 1632   |
| 7.  | Selina Jörg        | 1260   |
| 8.  | Anke Karstens      | 1210   |
| 9.  | Sabine Schöffmann  | 1150   |
| 10. | Ina Meschik        | 1080   |
| ... |                    |        |
| 36. | Aleksandra Król    | 154    |
| 45. | Karolina Sztokfisz | 60     |
| 47. | Weronika Biela     | 43     |

| Lp. | Zawodniczka          | Punkty |
| --- | -------------------- | ------ |
| 1.  | Julie Zogg           | 2950   |
| 2.  | Sabine Schöffmann    | 2610   |
| 3.  | Hilde-Katrine Engeli | 2050   |
| 4.  | Patrizia Kummer      | 2040   |
| 5.  | Claudia Riegler      | 2030   |
| 6.  | Selina Jörg          | 2030   |
| 7.  | Julia Dujmovits      | 1940   |
| 8.  | Ester Ledecká        | 1850   |
| 9.  | Alona Zawarzina      | 1780   |
| 10. | Marion Kreiner       | 1470   |
| ... |                      |        |
| 19. | Weronika Biela       | 724    |
| 30. | Aleksandra Król      | 301    |
| 32. | Karolina Sztokfisz   | 225    |

| Lp. | Zawodniczka           | Punkty |
| --- | --------------------- | ------ |
| 1.  | Nelly Moenne-Loccoz   | 2400   |
| 2.  | Dominique Maltais     | 1900   |
| 3.  | Michela Moioli        | 1900   |
| 4.  | Chloé Trespeuch       | 1400   |
| 5.  | Belle Brockhoff       | 1300   |
| 6.  | Sandra Daniela Gerber | 1120   |
| 7.  | Charlotte Bankes      | 1000   |
| 8.  | Raffaella Brutto      | 900    |
| 9.  | Maria Ramberger       | 850    |
| 10. | Lindsey Jacobellis    | 840    |

| Lp. | Zawodniczka        | Punkty |
| --- | ------------------ | ------ |
| 1.  | Cheryl Maas        | 3000   |
| 2.  | Klaudia Medlová    | 1640   |
| 3.  | Ella Suitiala      | 1190   |
| 4.  | Karly Shorr        | 1160   |
| 5.  | Elena Könz         | 1100   |
| 6.  | Jessika Jenson     | 960    |
| 7.  | Jenna Blasman      | 850    |
| 8.  | Breanna Stangeland | 800    |
| 9.  | Carla Somaini      | 740    |
| 10. | Urška Pribošič     | 740    |
| ... |                    |        |
| 33. | Joanna Dzierzawski | 120    |

| Lp. | Zawodniczka      | Punkty |
| --- | ---------------- | ------ |
| 1.  | Kelly Clark      | 2000   |
| 2.  | Arielle Gold     | 1600   |
| 3.  | Cai Xuetong      | 1100   |
| 4.  | Hannah Teter     | 820    |
| 5.  | Clémence Grimal  | 810    |
| 6.  | Sophie Rodriguez | 620    |
| 7.  | Hikaru Ōe        | 610    |
| 8.  | Sun Zhifeng      | 550    |
| 9.  | Liu Jiayu        | 500    |
| 10. | Mirabelle Thovex | 480    |

| Lp. | Zawodniczka        | Punkty |
| --- | ------------------ | ------ |
| 1.  | Cheryl Maas        | 1600   |
| 2.  | Ty Walker          | 1180   |
| 3.  | Klaudia Medlová    | 920    |
| 4.  | Lia-Mara Bösch     | 800    |
| 4.  | Sina Candrian      | 800    |
| 6.  | Urška Pribošič     | 720    |
| 7.  | Elena Könz         | 500    |
| 7.  | Kristiina Nisula   | 500    |
| 9.  | Loranne Smans      | 450    |
| 9.  | Breanna Stangeland | 450    |

| Lp. | Zawodniczka        | Punkty |
| --- | ------------------ | ------ |
| 1.  | Cheryl Maas        | 4600   |
| 2.  | Klaudia Medlová    | 2560   |
| 3.  | Kelly Clark        | 2000   |
| 4.  | Ella Suitiala      | 1710   |
| 5.  | Ty Walker          | 1650   |
| 6.  | Arielle Gold       | 1600   |
| 7.  | Elena Könz         | 1600   |
| 8.  | Urška Pribošič     | 1460   |
| 9.  | Sina Candrian      | 1300   |
| 10. | Breanna Stangeland | 1250   |
| ... |                    |        |
| 61. | Joanna Dzierzawski | 120    |